# Péter Medgyessy
Péter Medgyessy (n. 19 octombrie 1942) este un fost prim-ministru al Ungariei.
Născut la Budapesta, Medgyessy a studiat economie teoretică la Universitatea Karl Marx (acum Universitatea Economică din Budapesta). A absolvit în 1966, apoi s-a întors pentru a-și face doctoratul. Vorbește fluent franceza și româna, și se descurcă în engleză și rusă. 
Începând cu 1966 a avut diverse poziții în cadrul Ministerului Finanțelor. În 1982 a devenit ministru adjunct al Finanțelor, iar în 1987 a fost numit ministru al Finanțelor.